# Панайот Узунов
Полковник инж. доц. д-р Панайот Узунов е авиатор, бивш декан на НВУ – факултет „Авиационен“.

## Биография
Панайот Узунов е роден на 8 октомври 1957 г. в Плевен.
Той е бивш декан на факултет „Авиационен“, Национален военен университет „Васил Левски“ и преподавател по дисциплините „Аеродинамика и динамика на полета“, „Устойчивост и управляемост на летателните апарати“ и „Безопасност на полетите“.
Роден е през 1957 г. в Плевен. Завършва средно образование в Математическа гимназия „Гео Милев“ в града. Висше образование (магистърска степен) получава през 1980 г., когато завършва ВВВУ „Г. Бенковски“, Долна Митрополия по специалност „Експлоатация и ремонт на летателните апарати“.
Докторска степен защитава през 1997 г. по дисциплината „Динамика, управление и балистика на летателните апарати“. През 1989 г. успешно преминава докторантура по същата специалност, като получава степен „доктор на науките“ от Специализирания научен съвет в София.
Бил е главен асистент, заместник-ръководител, ръководител и доцент в катедра „Аеродинамика и динамика на полета“ във факултет „Авиационен“ на НВУ, а през 2004 г. става декан на факултета. Преподава дисциплините „Аеродинамика и динамика на полета“, „Устойчивост и управляемост на летателните апарати“ и „Безопасност на полетите“.
Автор е на повече от 50 научни статии, доклад, учебници и учебно-методически пособия по теми, свързани с авиацията.
Почива на 17 септември 2009 г.